# مادلن آراراتیان
مادلن آراراتیان (ارمنی: Մադլեն Արարատյան؛ انگلیسی: Madlen Araradian) خواننده موسیقی کلاسیک ارمنی‌تبار اهل ترکیه بود که در سده‌های ۱۹ و ۲۰ میلادی می‌زیست. وی نابینا بود.